# Allobates nidicola
Allobates nidicola (Caldwell & Lima, 2003) è un anfibio anuro appartenente alla famiglia degli Aromobatidi.

## Etimologia
L'epiteto specifico, si riferisce alle abitudini nidicole dei girini.

## Distribuzione e habitat
La specie è endemica del Brasile. Si trova in Amazonas e Rondônia.